# Short track agli VIII Giochi asiatici invernali - Staffetta 3000 metri femminile
La specialità della staffetta 3000 metri femminile di short track degli VIII Giochi asiatici invernali si è svolta dal 20 al 22 febbraio 2017 all'Arena del Ghiaccio Makomanai nel distretto di Minami-ku a Sapporo, in Giappone. 

## Risultati
Legenda
- ADV — Avanzamento
- PEN — Penalità
- q — Qualifificato per il tempo

### Batterie

#### Gruppo 1
| Class | Nazione                                                                        | Tempo    | Note |
| ----- | ------------------------------------------------------------------------------ | -------- | ---- |
| 1     | Corea del Sud Noh Do-hee Kim Ji-yoo Kim Geon-hee Shim Suk-hee                  | 4:16.041 | Q    |
| 2     | Kazakistan Kim Iong-a Anastassiya Krestova Madina Zhanbussinova Olga Tikhonova | 4:22.412 | q    |
| 3     | Taipei cinese Lu Chia-tung Lin Yu-tzu Yang Zih-shian Wang Kuan-ming            | 4:49.901 |      |

#### Gruppo 2
| Class | Nazione                                                         | Tempo    | Note |
| ----- | --------------------------------------------------------------- | -------- | ---- |
| 1     | Giappone Sumire Kikuchi Hitomi Saito Moemi Kikuchi Aoi Watanabe | 4:13.389 | Q    |
| 2     | Cina Zang Yize Fan Kexin Qu Chunyu Lin Yue                      | 4:19.997 | q    |

### Finale
| Class   | Nazione                                                                     | Tempo    |
| ------- | --------------------------------------------------------------------------- | -------- |
| Oro     | Corea del Sud Shim Suk-hee Choi Min-jeong Noh Do-hee Kim Ji-yoo             | 4:10.515 |
| Argento | Cina Fan Kexin Qu Chunyu Zang Yize Guo Yihan                                | 4:10.980 |
| Bronzo  | Kazakistan Kim Iong-a Anastassiya Krestova Madina Zhanbussinova Anita Nagay | 4:20.034 |
| 4       | Giappone Ayuko Ito Hitomi Saito Sumire Kikuchi Moemi Kikuchi                | 4:22.464 |